# 秦悦欣
秦悦欣（1991年12月3日—），中国湖北省武汉市人，围棋职业六段棋手。他2004年入段，2013年升为四段，2018年9月升为五段，2020年11月升为六段。他2012年进入武汉体育学院运动系学习，并在2015年第3届全国智力运动会围棋项目大学生个人赛中夺冠。他进入2015年第2届梦百合杯本赛和2016年第3届百灵杯32强。他于2012年至2016年、2018年代表浙江队参加围甲联赛。

## 国内比赛成绩
2011年代表浙江队参加围乙联赛并顺利升至甲级联赛。
2015年第3届全国智力运动会围棋项目大学生个人赛以九战全胜的成绩夺冠。

## 国际比赛成绩
2015年第2届梦百合杯预选赛连胜石金昊、黄彦诚、檀啸进入本赛64强。本赛首轮负于柯洁。
2016年第3届百灵杯预选赛连胜柳秀沆、黄静远、罗洗河进入本赛。本赛首轮战胜范蕴若进入32强，后负于古力。